# Sjef Peeters
J.A.L. (Sjef) Peeters (1938) is een Nederlands politicus van het CDA.
Peeters had bij meerdere gemeenten in Limburg gewerkt voor hij gemeentesecretaris in Horst werd. In 1983 volgde zijn benoeming tot burgemeester van Roggel en twee jaar later nam Peeters het burgemeesterschap van Neer erbij. Op 1 januari 1991 fuseerden die twee gemeenten tot de gemeente Roggel en Neer. In 1998 kreeg Heibloem, een plaats in de gemeente Roggel en Neer, te maken met de dood van Nicky Verstappen. Die jongen overleed onder verdachte omstandigheden tijdens een zomerkamp met dorpsgenootjes. Vanwege het bereiken van de pensioengerechtigde leeftijd werd Peeters in oktober 2003 eervol ontslagen maar vanwege een aanstaande gemeentelijke herindeling volgde toen zijn benoeming tot waarnemend burgemeester. Op 1 januari 2007 is de gemeente Roggel en Neer samengevoegd met de gemeenten Haelen, Heythuysen en Hunsel tot een nieuwe gemeente Leudal waarmee zijn functie kwam te vervallen.